# Apriyani Rahayu
Apriyani Rahayu, née le 29 avril 1998 à Konawe (Indonésie), est une joueuse de badminton indonésienne. Elle est championne olympique en double dames avec Greysia Polii en 2021 à Tokyo.

## Carrière
Après deux médailles de bronze en double dames avec Greysia Polii aux Championnats du monde 2018 et 2019, la paire remporte également l'or aux Jeux d'Asie du Sud-Est de 2019 à Manille. En 2018, la paire est également médaillée de bronze en double aux Jeux asiatiques de 2018.
Aux Jeux olympiques d'été de 2020, elle remporte l'or en double dames, associée à Greysia Polii. Elles battent en finale la paire chinoise Chen Qingchen / Jia Yifan.